# 国际宇航大会

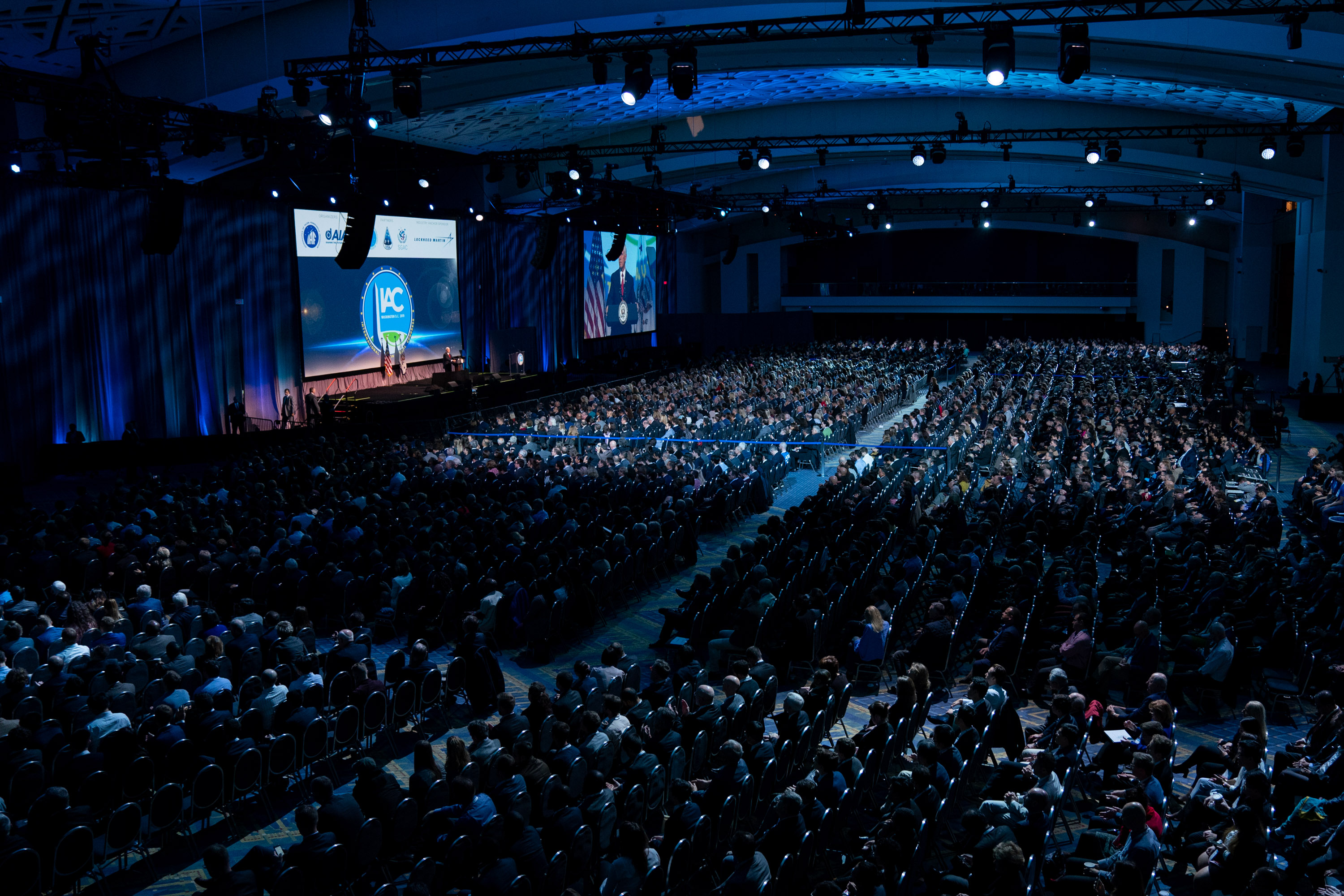
2019年第70届国际宇航大会开幕式，在美国的华盛顿特区举行

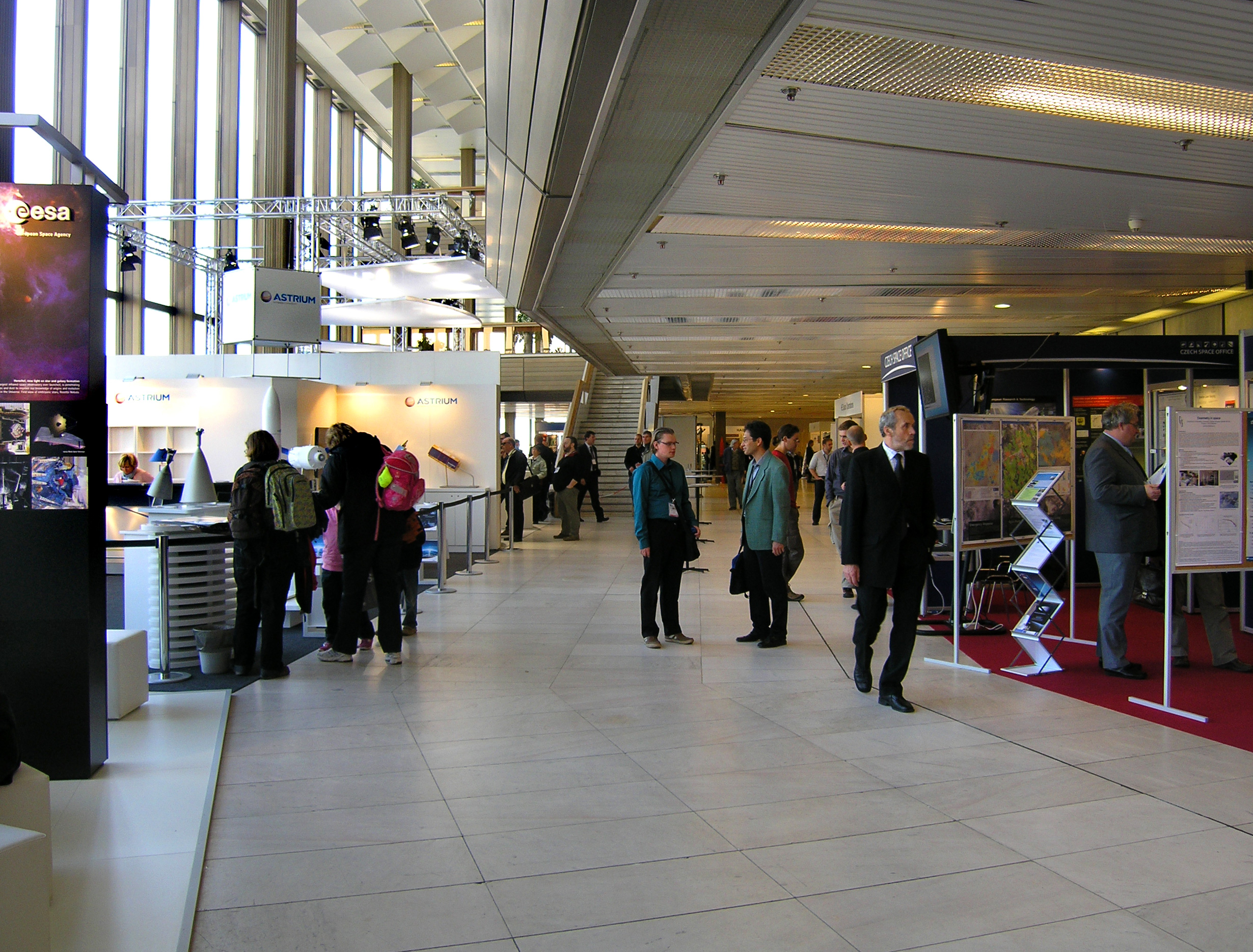
第61届国际太空大会，在捷克共和国布拉格市举行（2010年）

国际太空大会（英語：International Astronautical Congress，縮寫 IAC），是每年举办一届的国际会议，旨在向各参与者提供最新的太空情报以及发展状况。大会采用每年更换举办国，主题和组织者的形式，以此来使所有参与者都能有所学习收获并成为该领域的一部分。

## 历史
二战后，美苏及其盟友在各领域尤其是军事领域形成了对峙局面。在冷战的紧张局势下，科学家们感觉到他们正处于一个快速两极化的世界，两大阵营间的大部分对话也相继关闭。在铁幕落下后六年後的1951年，太空研究领域的科学家创建国际宇航联合会（IAF）并試圖复活阵营间的对话。
起初，国际宇航大会和他所属的国际宇航联合会是少数几个在太空竞赛期间存在于东西方之间的会议。2011年联盟迎来了60周年纪念。

## 创始成员国及机构
创始成员国及机构如下：
- 阿根廷：阿根廷星际协会
- 奥地利：奥地利太空研究学会
- 法国：法国太空组织
- 德国：斯图加特太空研究学会、汉堡太空研究学会
- 意大利：意大利火箭协会[註 1]
- 西班牙：西班牙太空协会
- 瑞典：瑞典星际协会
- 瑞士：瑞士太空协会
- 英国：英国星际协会（英语：British Interplanetary Society）
- 美国：美国火箭学会（英语：American Rocket Society）、底特律火箭学会、太平洋火箭学会、反应研究学会（英语：Reaction Research Society）

## 功能框架
該會議功能框架如下：
- 技术计划：展示在太空研究，技术，发现，规则和教育上的最新突破
- 全体计划：由太空研究，技术以及发现的领军人物来展示行业最新趋势，并创造一个专家交流平台
- 相关活动：由国际宇航联盟组织来设置相关话题
- 展示：航天部门展示最新的发展
- 社会计划：向当地居民介绍太空环境与文化

## 治理
国际宇航联合会（IAF）是一个成立于1951年的非营利性非政府组织。根据法国法律，IAF被定义为成员组织的联合会，由大会负责决策。

## 历届国际宇航大会
| 届次 | 日期                   | 地点                         |
| ---- | ---------------------- | ---------------------------- |
| 1    | 1950年9月30日至10月2日 | 巴黎，法国                   |
| 2    | 1951年9月3日至8日      | 伦敦，英国                   |
| 3    | 1952年9月1日至5日      | 斯图加特，西德               |
| 4    | 1953年8月3日至8日      | 苏黎世，瑞士                 |
| 5    | 1954年8月2日至7日      | 因斯布鲁克，奥地利           |
| 6    | 1955年8月2日至6日      | 哥本哈根，丹麦               |
| 7    | 1956年9月17日至22日    | 罗马，意大利                 |
| 8    | 1957年10月6日至12日    | 巴塞罗那，西班牙             |
| 9    | 1958年8月25日至30日    | 阿姆斯特丹，荷兰             |
| 10   | 1959年8月31日至9月5日  | 伦敦，英国                   |
| 11   | 1960年8月13日至20日    | 斯德哥尔摩，瑞典             |
| 12   | 1961年10月1日至7日     | 华盛顿特区，美国             |
| 13   | 1962年9月19日至23日    | 瓦尔纳，保加利亚             |
| 14   | 1963年9月25日至10月1日 | 巴黎，法国                   |
| 15   | 1964年9月7日至12日     | 华沙，波兰                   |
| 16   | 1965年9月13日至18日    | 雅典，希腊                   |
| 17   | 1966年10月9日至15日    | 马德里，西班牙               |
| 18   | 1967年9月24日至30日    | 贝尔格莱德，南斯拉夫         |
| 19   | 1968年10月13日至18日   | 纽约，美国                   |
| 20   | 1969年10月5日至10日    | 马德普拉塔，阿根廷           |
| 21   | 1970年10月4日至9日     | 康斯坦茨，西德               |
| 22   | 1971年9月20日至25日    | 布鲁塞尔，比利时             |
| 23   | 1972年10月8日至15日    | 维也纳，奥地利               |
| 24   | 1973年10月7日至13日    | 巴库，苏联                   |
| 25   | 1974年9月30日至10月5日 | 阿姆斯特丹，荷兰             |
| 26   | 1975年9月21日至27日    | 里斯本，葡萄牙               |
| 27   | 1976年10月10日至16日   | 安纳海姆，加利福尼亚，美国   |
| 28   | 1977年9月25日至10月1日 | 布拉格，捷克斯洛伐克         |
| 29   | 1978年10月1日至8日     | 杜布罗夫尼克，南斯拉夫       |
| 30   | 1979年9月17日至22日    | 慕尼黑，西德                 |
| 31   | 1980年9月21日至28日    | 东京，日本                   |
| 32   | 1981年9月6日至12日     | 罗马，意大利                 |
| 33   | 1982年9月27日至10月2日 | 巴黎，法国                   |
| 34   | 1983年10月10日至15日   | 布达佩斯，匈牙利             |
| 35   | 1984年10月8日至13日    | 洛桑，瑞士                   |
| 36   | 1985年10月7日至12日    | 斯德哥尔摩，瑞典             |
| 37   | 1986年10月4日至11日    | 因斯布鲁克，奥地利           |
| 38   | 1987年10月10日至17日   | 布赖顿，英国                 |
| 39   | 1988年10月8日至15日    | 班加罗尔，印度               |
| 40   | 1989年10月7日至13日    | 马拉加，西班牙               |
| 41   | 1990年10月6日至12日    | 德累斯顿，德国               |
| 42   | 1991年10月5日至11日    | 蒙特利尔，加拿大             |
| 43   | 1992年8月28日至9月5日  | 华盛顿特区，美国             |
| 44   | 1993年10月16日至22日   | 格拉茨，奥地利               |
| 45   | 1994年10月9日至14日    | 耶路撒冷，以色列             |
| 46   | 1995年10月2日至6日     | 奥斯陆，挪威                 |
| 47   | 1996年10月7日至11日    | 北京，中国                   |
| 48   | 1997年10月6日至10日    | 都灵，意大利                 |
| 49   | 1998年9月28日至10月2日 | 墨尔本，澳大利亚             |
| 50   | 1999年10月4日至8日     | 阿姆斯特丹，荷兰             |
| 51   | 2000年10月2日至6日     | 里约热内卢，巴西             |
| 52   | 2001年10月1日至5日     | 图卢兹，法国                 |
| 53   | 2002年10月10日至19日   | 休斯顿，美国                 |
| 54   | 2003年9月29日至10月3日 | 不来梅，德国                 |
| 55   | 2004年10月4日至8日     | 温哥华，加拿大               |
| 56   | 2005年10月16日至21日   | 福冈，日本                   |
| 57   | 2006年10月2日至6日     | 瓦伦西亚，西班牙             |
| 58   | 2007年9月24日至28日    | 海得拉巴，印度               |
| 59   | 2008年9月29日至10月3日 | 格拉斯哥，英国               |
| 60   | 2009年10月12日至16日   | 大田，韩国                   |
| 61   | 2010年9月27日至10月1日 | 布拉格，捷克                 |
| 62   | 2011年10月3日至7日     | 开普敦，南非                 |
| 63   | 2012年10月1日至5日     | 那不勒斯，意大利             |
| 64   | 2013年9月23日至27日    | 北京，中国                   |
| 65   | 2014年9月29日至10月3日 | 多伦多，加拿大               |
| 66   | 2015年10月12日至16日   | 耶路撒冷，以色列             |
| 67   | 2016年9月26日至27日    | 瓜达拉哈拉，墨西哥           |
| 68   | 2017年9月25日至29日    | 阿德莱德，澳大利亚           |
| 69   | 2018年10月1日至5日     | 不来梅，德国                 |
| 70   | 2019年10月21日至25日   | 华盛顿特区，美国             |
| 71   | 2020年10月12日至16日   | N/A (由于COVID-19，在线举行) |
| 72   | 2021年10月25日至29日   | 迪拜，阿联酋                 |
| 73   | 2022年9月18日至22日    | 巴黎，法国                   |
| 74   | 2023年10月2日至6日     | 巴库，阿塞拜疆               |
| 75   | 2024年10月14日至18日   | 米兰，意大利                 |
| 76   | 2025年9月29日至10月3日 | 悉尼，澳大利亚               |
| 77   | 2026年10月             | 安塔利亚，土耳其             |

## 备注
1. ↑  1952年成立，1969年与意大利航空协会合并，成为如今的意大利航空航天协会(AIDAA)。